# Pseudosilphites triassicus
Pseudosilphites triassicus is een keversoort uit de familie Cupedidae. De wetenschappelijke naam van de soort is voor het eerst geldig gepubliceerd in 1930 door Zeuner.